# K-152 Nerpa
Cet article concerne le premier INS Chakra en service dans le Marine indienne entre 1988 et 1991. Pour K-43, voir K-152 Nerpa (homonymie).
L’INS Chakra est un sous-marin nucléaire d'attaque russe de classe Akula, (code OTAN) 8 140 t ou Projet 971, ou Project 518 selon la classification russe.
Sa construction débute en 1993, mais elle est suspendue en raison d’un manque de financement. La Marine indienne finance la fin de la construction et les essais en mer à condition qu’elle puisse louer le bâtiment pendant dix ans. Le K-152 Nerpa est lancé en octobre 2008 et entre en service dans la Marine russe fin 2009. 
Le sous-marin est loué à la Marine indienne en 2011 après de longs essais en mer et il est finalement inscrit sur les listes sous le nom d’INS Chakra II au cours d’une cérémonie à Visakhapatnam le 4 avril 2012. L’INS Chakra rejoint le Commandement naval de l'Est (en) à Visakhapatnam. Alors que le K-152 Nerpa procédait à des essais en mer du Japon le 8 novembre 2008, un système anti-incendie est déclenché accidentellement. L’accident tue 20 spécialistes civils et membres d’équipage et en blesse 21 autres. Il retourne en Russie en juin 2021.

## Construction

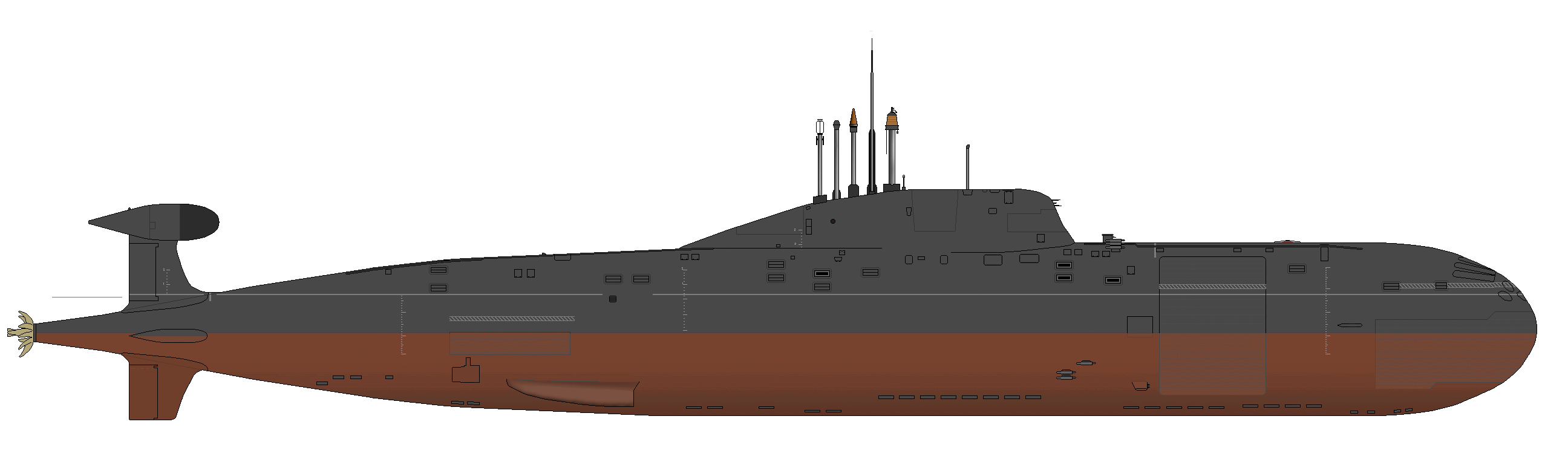
INS Chakra de la Marine indienne.

La quille du K-152 Nerpa est posée au chantier naval de Komsomolsk-sur-l'Amour en 1993, mais son achèvement et sa mise à l’eau sont retardés de près de dix ans en raison d’un manque de financements lié à la crise économique qui affecte la Russie au début des années 1990. La construction du sous-marin est interrompue jusqu’en 2004, date à laquelle Rosprom (l’Agence fédérale pour l’Industrie) signe un accord avec le gouvernement indien pour achever la construction du bâtiment et le louer à la Marine indienne. Le sous-marin doit initialement être achevé en 2007, mais des délais supplémentaires viendront retarder sa livraison. En 2007, il est transféré au chantier naval Vostok dans la ville fermée de Bolchoï Kamen, dans le kraï du Primorie, pour aménagement. Il est lancé en octobre 2008 pour des essais en mer, après quoi il devait être remis au Ministère russe de la Défense. Plusieurs articles parus dans la presse indienne suggèrent que la construction n’a repris que grâce à des financement indiens. Les standards appliqués lors de la construction du sous-marin sont critiqués par plusieurs commentateurs. Alexandre Golts, spécialiste des questions de défense au journal Iezhednevni Zhurnal, affirme que dans les années 1980, le chantier naval de l’Amour produisait les sous-marins « les uns après les autres, comme des crêpes »,, mais qu’entre 1993 et 2008 il n’en avait produit qu’un seul. « Les vieux spécialistes étaient partis et les nouveaux manquaient de professionnalisme »,. Un ouvrier du chantier naval de l’Amour déclara à la Komsomolskaïa Pravda qu’il y avait des « questions [à se poser] sur la qualité du métal utilisé dans la construction du sous-marin nucléaire », dont une partie avait été acheté en Chine, et il prétendit que « lorsque les premiers essais avaient été menés, de l’eau s'infiltrait au niveau des soudures ! Il n'est donc pas surprenant que les travaux aient traîné »,.

## L’accident de 2008
Un accident survient à bord du K-152 Nerpa le 8 novembre 2008 à 20 h 30 heure locale, pendant un essai en plongée dans l'océan Pacifique,. Au total 208 hommes – 81 militaires et 127 civils – se trouvent à bord au moment de l'accident. Au moins 20 personnes sont tuées par asphyxie et 21 ou 22 personnes supplémentaires sont blessées, ce qui en fait l'accident sous-marin (en) le plus mortel depuis le naufrage du K-141 Koursk en 2000,. Parmi les victimes, trois sont des militaires, le reste des civils des chantiers navals Vostok, Zvezda (en), Era et Amour et qui appartenaient à l'équipe de certification du sous-marin.
L'incident survient avec le déclenchement accidentel du système anti-incendie qui isole les deux compartiments avant du sous-marin et déclenche l'émission de gaz fréon R-114B2 (1,2-dibromo-1,1,2,2-tétrafluoroéthane) dans ces compartiments. D'après les témoignages des survivants, les victimes ont été surprises par l'émission des gaz et n'ont pas été prévenues à temps par les sirènes qui se sont mises à sonner qu'après que le gaz a été relâché. Certaines des victimes n'ont pas eu le temps d'enfiler leur masque à gaz avant de mourir suffoquées.
Les victimes sont évacuées dans le territoire du Primorié. Le sous-marin a lui-même regagné le 9 novembre 2008 la base de la Flotte du Pacifique, située à Bolchoï Kamen, à 150 km de Vladivostok, accompagné du navire de sauvetage Saïany.
Le 10 novembre, un communiqué de la Marine russe rejette la responsabilité de l'accident sur une « opération non autorisée » sur le système anti-incendie à bord du Nerpa. L'enquête préliminaire conclut que le système s'était déclenché automatiquement, sans intervention humaine. 
Selon les autorités russes, le facteur humain est exclu, ce que démentent certains experts et vétérans en arguant que le surnombre à bord du submersible (208 personnes disposant d'un masque à gaz au lieu de 73, dont 127 techniciens ou civils peu aguerris aux procédures d'urgence) pourrait avoir été un élément déterminant dans l'accident.
Le 13 novembre, les enquêteurs annoncent qu'un homme d'équipage avait enclenché le système « sans permission et sans raison apparente »,. La commission d'enquête conclut à la responsabilité d'un marin, membre de l'équipage permanent du sous-marin, soupçonné d’avoir mal réglé le capteur de température. Il est inculpé d'homicide involontaire. Cependant, des ingénieurs ayant construit le sous-marin indiquent que le système anti-incendie est trop complexe pour être déclenché par erreur par un membre d’équipage et des matelots mettent en cause l'ordinateur de bord, qui aurait déjà déclenché inopinément en usine le système anti-incendie, comme des masques à gaz défectueux. 
L’usage de l’anglais dans les logiciels et les instructions affichées du système anti-incendie est évoqué comme facteur de l'accident. Finalement,on apprendra le 25 novembre 2008 des chantiers navals que le panneau de contrôle central du système anti-incendie est « mal fini » et « a déjà connu des problèmes » et que le système « Molibden-I » de contrôle centralisé du bâtiment lui-même « exige de sérieuses améliorations ».
En octobre 2009, les travaux ne sont toujours pas achevés, l'alimentation électrique du chantier ayant été débranchée. Nikolaï Povzyk, le directeur du chantier naval, se plaint en outre de ne pas avoir reçu les 1,9 milliard de roubles (63,8 millions de dollars) dus pour les travaux menés sur le K-152 Nerpa.

## Location à l'Inde

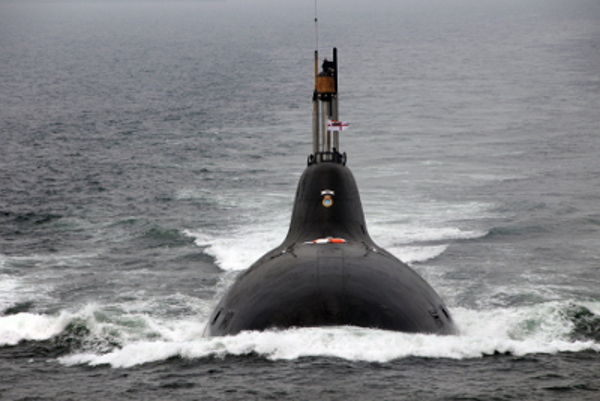
L’INS Chakra en haute mer, battant pavillon indien.

En 2008, la Russie passe un accord de 2 milliards US$ portant sur la location du Nerpa et d'un autre sous-marin de classe Shchouka-B / Projet 971. En vertu de cet accord, le K-152 Nerpa sera loué pendant une durée de 10 ans à l’Inde pour un prix estimé à 670 millions US$. Le sous-marin est transféré à l’Inde le 30 décembre 2011. À l'issue de son transfert, il est commissionné sous le nom d'INS Chakra. Nerpa est le mot russe désignant le phoque de Sibérie, et Chakra est l’arme mythique de la divinité hindoue Vishnou.
Les équipages de sous-mariniers indiens qui s'étaient entraînés à proximité de Saint-Pétersbourg et un autre groupe de marins étaient attendus à Vladivostok fin 2008 pour mener des essais en mer. L'entraînement de sous-mariniers indiens étant perçu comme un point essentiel dans le programme national de déploiement de sous-marins nucléaires, regroupés sous la classe Arihant.
Après l'accident de 2008, des communiqués contradictoires sont émis à propos du contrat de location. Un officiel de l’industrie de la Défense russe nie que des discussions aient eu lieu avec l’Inde à propos de la livraison du sous-marin nucléaire. « La Russie n’a pas lancé de discussion à propos d’un contrat pour fournir le sous-marin nucléaire Nerpa à l’Inde »,. Le général d'armée Nikolaï Marakov affirme que la Russie commissionnerait le Nerpa et qu'il rejoindrait les sept autres sous-marins de classe Akoula dans la Flotte du Pacifique russe. Il declare « la somme de 650–780 million de $, que Rosoboron export et le chantier naval Amour ont négotié sur une longue durée avec le Ministère indien de la Défense sera trouvé en Russie »,.
En mai 2009, des officiels aussi bien russes qu'indiens confirment que le Nerpa rejoindrait la Marine indienne d'ici la fin 2009. Après la visite du chantier naval par le Président russe Vladimir Poutine, la somme de 1,2 milliard de roubles est débloquée pour achever la construction du sous-marin.
Le 28 décembre 2009, le Nerpa est commissionné et intègre la Marine russe. Le sous-marin subit quelques réglages supplémentaires en février 2010. En août 2010, la Russie entraîne un equipage de la Marine indienne pour transférer le bâtiment en Inde conformément au contrat de location signé. L'INS Chakra devait être commissionné dans la Marine indienne avant octobre 2011.
Le 1er juillet 2011, l'amiral en chef de la Marine russe Vladimir Vyssotski (en) déclare que « l’équipage indien étaient désormais pleinement opérationnel pour faire naviguer le sous-marin », qui sera loué pour une durée de 10 ans.
Le 23 janvier 2012, le trajet - sous commandement indien - débute depuis le port russe de Vladivostok jusqu'à la base navale de Visakhapatnam, en Inde. L’annonce officielle russe du transfert n’avait pas encore été effectuée à l’époque.
L’INS Chakra est officiellement intégré sur les listes de la Marine indienne le 4 avril 2012,.
En mai 2021, il voyage vers Vladivostok avec un équipage mixte russe et indien après la fin de sa location.
Nota : Le  K-43 , un sous-marin soviétique de classe Charlie I, sert également dans la Marine indienne sous le nom d’INS Chakra entre 1988 et 1992.